# Heidelberg-Maler

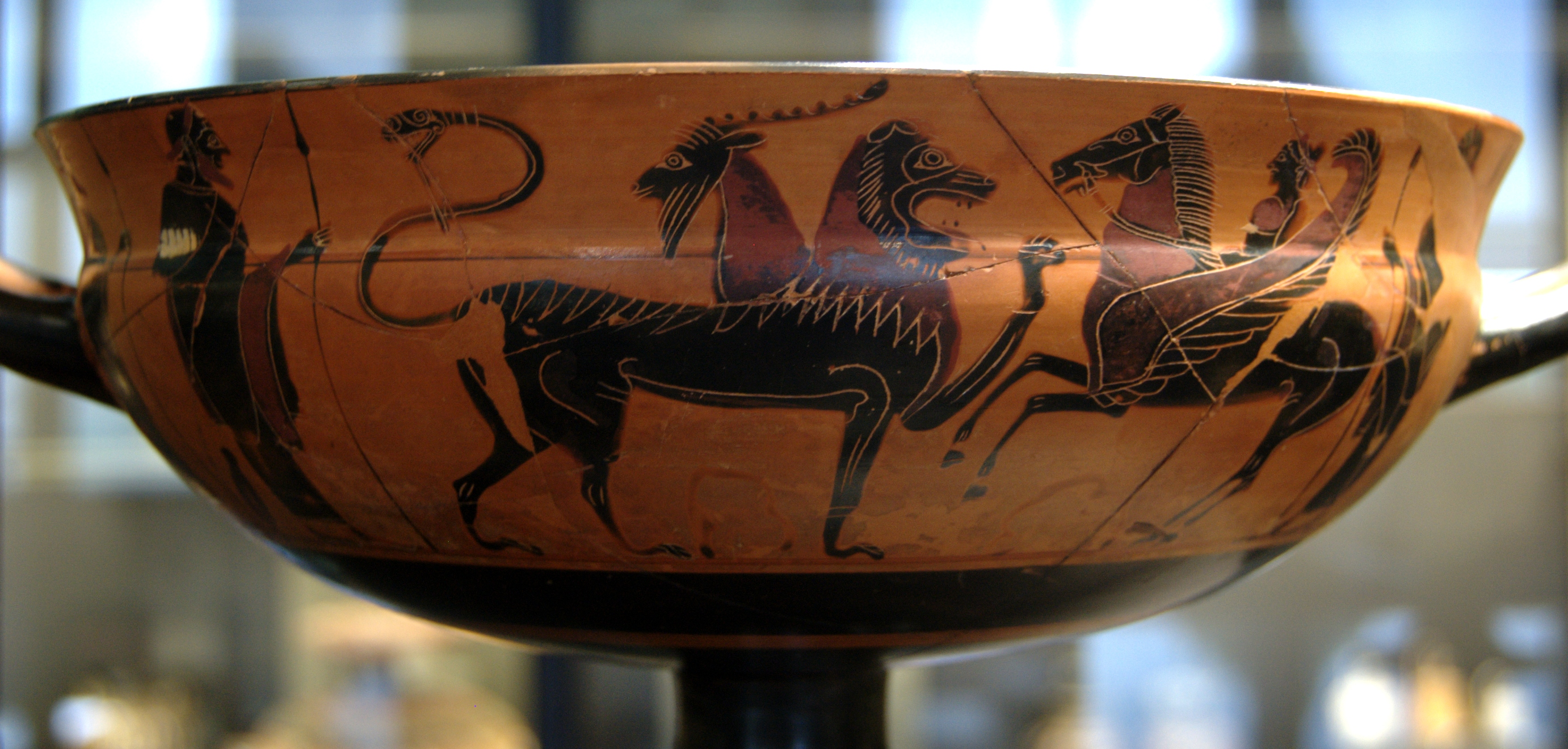
Doppeldecker-Sianaschale, Paris, Louvre A 478, Bellerophon kämpft gegen die Chimära, um 575/550 v. Chr.

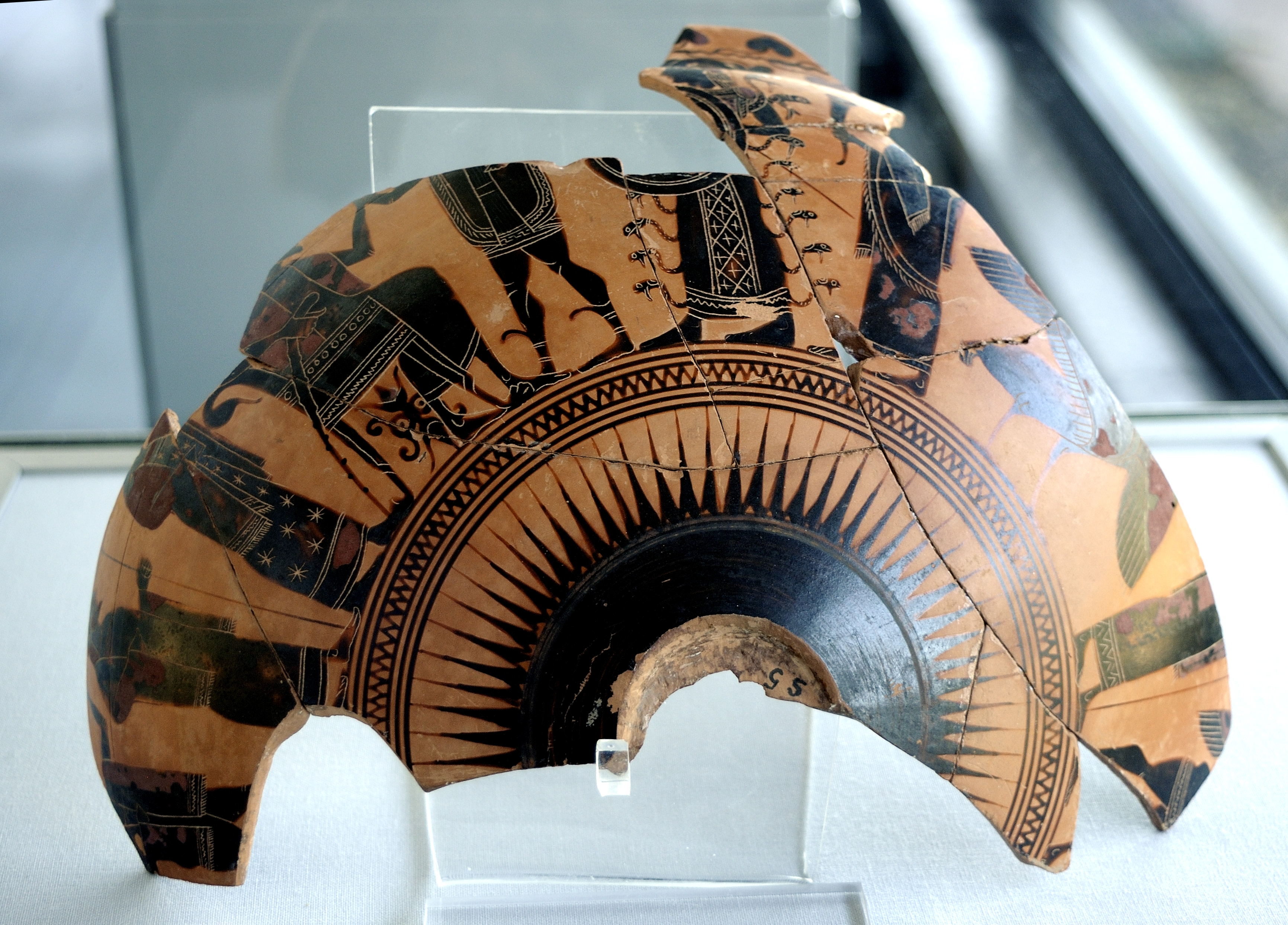
Namenvase in Heidelberg, Antikenmuseum der Universität S 5

Der mit dem Notnamen Heidelberg-Maler, auch Heidelberger Maler, bezeichnete attische Vasenmaler des schwarzfigurigen Stils, der in der Zeit zwischen 575 und 555 v. Chr. aktiv war, gilt als einer der bedeutendsten Vertreter der Maler von Sianaschalen.
Der Heidelberg-Maler gilt neben dem C-Maler als bedeutendster Vertreter dieser Stilrichtung. Er wird allgemein als der höher entwickelte Künstler angesehen, der jedoch eine weitaus geringere Variationsbreite als der C-Maler hatte. Anders als viele andere Vasenmaler seiner Zeit legte er großen Wert auf die Darstellung von Figuren, die er auch noch in beachtlicher Weise darstellen konnte, was einen offenbar hohen Anspruch an sich selbst zeigt. Seine Figuren sind sehr detailreich, dennoch nicht selten auch recht flüchtig gezeichnet. Seine früheren Werke erinnern an die der Komasten-Gruppe, seine späteren an die des Amasis-Malers. Er wurde nach mehreren ihm zugeschriebenen Stücke im Antikenmuseum der Universität Heidelberg benannt. Seine Namenvase zeigt eine Götterversammlung.